# Футчер, Энди
Энди Футчер (англ. Andy Futcher; род. 10 декабря 1978 года, Энфилд, Лондон, Англия, Великобритания) — английский футболист, защитник.

## Карьера
Воспитанник «Уимблдона». В конце сезона 1994/95 клуб впервые в истории вышел в еврокубки, приняв участие в Кубке Интертото. Однако руководство выставило играть молодёжный состав, в том числе Футчера. Дебютировал 2 июля 1995 года в матче против словацкого «Кошице», заменив на 87-й минуте Джона О'Кейна. На последний матч группы против бельгийского «Шарлеруа» вышел в стартовом составе. В дальнейшем за клуб не выступал. В 1999 году перешёл в клуб Третьего дивизиона «Дарлингтон», за который не сыграл ни одного матча. Сентябрь 1999 года провёл в аренде в клубе Футбольной конференции «Донкастер Роверс». Дебютировал 11 сентября в матче с «Дувр Атлетик», выйдя в стартовом составе; всего провёл 4 игры. В ноябре вернулся в пятый дивизион, пополнив ряды «Стивениджа». Первый из двух матчей за команду сыграл 6 ноября против «Скарборо». Позднее выступал за клубы Истмийской лиги «Сент-Олбанс Сити» и «Уолтем Форест».